# Aprosthema austriacum
Aprosthema austriacum is een vliesvleugelig insect uit de familie van de Argidae. De wetenschappelijke naam van de soort is voor het eerst geldig gepubliceerd in 1892 door Konow.